# Carpineto Romano
Carpineto Romano egy olasz község (kommuna) Lazio tartományban, Rómától mintegy 60 kilométerre délkeletre, Róma megyében. 2004. december 31-én 4809 lakosa volt, 84,5 km² területen.
Szomszéd települései: Bassiano, Gorga, Maenza, Montelanico, Norma, Roccagorga, Sezze, Supino.
A község híres szülöttje XIII. Leó pápa.
A város védőszentje Hippói Szent Ágoston, akinek tiszteletére augusztus 28-án fesztivált rendeznek.